# أغتشة قشلاق (ميانة)
أغتشة قشلاق هي قرية في مقاطعة ميانة، إيران. عدد سكان هذه القرية هو 22 في سنة 2006.